# Llista de biblioteques de l'àmbit metropolità de Barcelona
Llista de biblioteques de l'àmbit metropolità de Barcelona incloses en el Directori de Biblioteques de Catalunya. Pel municipi de Barcelona vegeu la llista de biblioteques de Barcelona.
| Nom | Municipi                     | Adreça                                                                  | Titularitat           | Codi? | Imatge                                                                                     |
| --- | ---------------------------- | ----------------------------------------------------------------------- | --------------------- | ----- | ------------------------------------------------------------------------------------------ |
| Biblioteca Josep Roca i Bros                                                                           | Abrera                       | C. Federico García Lorca, 17 coord.                                     | Ajuntament            | P0150 | Carregueu una nova foto                                                                    |
| Biblioteca Les Escoles Velles                                                                          | Aiguafreda                   | Salvador Dachs, 6 coord.                                                | Ajuntament            | P0260 | Carregueu una nova foto                                                                    |
| Biblioteca Ferrer i Guàrdia                                                                            | Alella                       | C. Hort de la Rectoria coord.                                           | Ajuntament            | P0165 | Carregueu una nova foto                                                                    |
| Biblioteca Municipal Josep Badia i Moret                                                               | Ametlla del Vallès, l'       | C. Torregassa, 35-37 coord.                                             | Ajuntament            | P0331 | Carregueu una nova foto                                                                    |
| Biblioteca Pare Fidel Fita                                                                             | Arenys de Mar                | C. Bonaire, 2 (Can Juncosa) coord.                                      | Ajuntament            | P0026 | Carregueu una nova foto                                                                    |
| Biblioteca Antònia Torrent i Martori                                                                   | Arenys de Munt               | C. Rial Bellsolell, 5 coord.                                            | Ajuntament            | P0275 | Carregueu una nova foto                                                                    |
| Biblioteca Sant Roc                                                                                    | Badalona                     | Av. Congrés Eucarístic (Mercat de Sant Roc) coord.                      | Ajuntament            | P0054 | Carregueu una nova foto                                                                    |
| Biblioteca Lloreda                                                                                     | Badalona                     | Av. de Catalunya, bloc 56-62 coord.                                     | Ajuntament            | P0059 | Carregueu una nova foto                                                                    |
| Biblioteca Pomar                                                                                       | Badalona                     | Av. Primer de Maig coord.                                               | Ajuntament            | P0106 | Carregueu una nova foto                                                                    |
| Biblioteca Can Casacuberta                                                                             | Badalona                     | C. Mossèn Anton Romeu, 48 coord.                                        | Ajuntament            | P0224 | Carregueu una nova foto                                                                    |
| Biblioteca Llefià - Xavier Soto                                                                        | Badalona                     | C. Planeta Mart, 2-10 coord.                                            | Ajuntament            | P0255 | Carregueu una nova foto                                                                    |
| Biblioteca Vicente Aleixandre                                                                          | Badia del Vallès             | Av. Mediterrània coord.                                                 | Ajuntament            | P0212 | Carregueu una nova foto                                                                    |
| Biblioteca Esteve Paluzie                                                                              | Barberà del Vallès           | Pl. de la Constitució coord.                                            | Ajuntament            | P0069 | Carregueu una nova foto                                                                    |
| Biblioteca Milà i Fontanals                                                                            | Begues                       | Pg. de l'Església, 4 coord.                                             | Ajuntament            | P0096 | Carregueu una nova foto                                                                    |
| Biblioteca de Bigues i Riells                                                                          | Bigues i Riells              | C. Anna Mogas, 130 coord.                                               | Ajuntament            | P0390 | Carregueu una nova foto                                                                    |
| Biblioteca Ilturo                                                                                      | Cabrera de Mar               | C. Sant Joan, 8 coord.                                                  | Ajuntament            | P0298 | Carregueu una nova foto                                                                    |
| Biblioteca de Cabrils                                                                                  | Cabrils                      | C. Domènec Carles, 21 coord.                                            | Ajuntament            | P0134 | Carregueu una nova foto                                                                    |
| Biblioteca Can Milans                                                                                  | Caldes d'Estrac              | C. de l'Església, 6 coord.                                              | Ajuntament            | P0097 | Carregueu una nova foto                                                                    |
| Biblioteca de Caldes de Montbui                                                                        | Caldes de Montbui            | C. Santa Teresa, 3-5 coord.                                             | Ajuntament            | P0313 | Carregueu una nova foto                                                                    |
| Biblioteca Can Salvador de la Plaça                                                                    | Calella                      | Pl. de l'ajuntament, 31 coord.                                          | Ajuntament            | P0068 | Carregueu una nova foto                                                                    |
| Biblioteca P. Gual i Pujadas                                                                           | Canet de Mar                 | C. Riera de Sant Domènec, 1A coord.                                     | Ajuntament            | P0278 | Carregueu una nova foto                                                                    |
| Biblioteca Frederica Montseny                                                                          | Canovelles                   | C. Molí de la Sal, 24-26 coord.                                         | Ajuntament            | P0217 | Carregueu una nova foto                                                                    |
| Biblioteca Marc de Vilalba                                                                             | Cardedeu                     | C. Doctor Klein, 101 coord.                                             | Ajuntament            | P0207 | Carregueu una nova foto                                                                    |
| Biblioteca Antoni Tort                                                                                 | Castellar del Vallès         | C. Sala Boadella, 6 coord.                                              | Ajuntament            | P0285 | Carregueu una nova foto                                                                    |
| Biblioteca Josep Mateu i Miró                                                                          | Castellbisbal                | Av. Pau Casals, 16 coord.                                               | Ajuntament            | P0294 | Carregueu una nova foto                                                                    |
| Biblioteca Central de Castelldefels                                                                    | Castelldefels                | C. Bisbe Urquinaona, 19-21 coord.                                       | Ajuntament            | P0038 | Carregueu una nova foto                                                                    |
| Universitat Politècnica de Catalunya. Biblioteca del Campus del Baix Llobregat                         | Castelldefels                | C. Esteve Terradas, 10 coord.                                           | Universitat           | U0046 | Carregueu una nova foto                                                                    |
| CSIC. Institut de Microelectrònica de Barcelona. Biblioteca                                            | Cerdanyola del Vallès        | Campus Universitat Autònoma coord.                                      | Adm. Gral. de l'Estat | E0161 | Carregueu una nova foto                                                                    |
| CSIC. Institut d'Investigació en Intel·ligència Artificial. Biblioteca                                 | Cerdanyola del Vallès        | Campus de la UAB coord.                                                 | Adm. Gral. de l'Estat | E0162 | Carregueu una nova foto                                                                    |
| CSIC. Institut de Ciència de Materials de Barcelona. Biblioteca Manuel Cardona                         | Cerdanyola del Vallès        | Campus de la UAB coord.                                                 | Adm. Gral. de l'Estat | E0163 | Carregueu una nova foto                                                                    |
| Biblioteca Ca n'Altimira                                                                               | Cerdanyola del Vallès        | Av. Primavera, 2-10 (Torre Altimira) coord.                             | Ajuntament            | P0265 | Biblioteca Ca n'Altimira · Carregueu una nova foto                                         |
| Universitat Autònoma de Barcelona. Biblioteca de Ciència i Tecnologia                                  | Cerdanyola del Vallès        | Campus de la UAB, Edifici C coord.                                      | Universitat           | U0025 | Carregueu una nova foto                                                                    |
| Universitat Autònoma de Barcelona. Biblioteca de Ciències Socials                                      | Cerdanyola del Vallès        | Campus de la UAB, Edifici B coord.                                      | Universitat           | U0026 | Carregueu una nova foto                                                                    |
| Centre de Documentació Europea. Universitat Autònoma de Barcelona                                      | Cerdanyola del Vallès        | Campus de Bellaterra, Edifici E1 coord.                                 | Universitat           | U0027 | Carregueu una nova foto                                                                    |
| Universitat Autònoma de Barcelona. Biblioteca de Comunicació i Hemeroteca General                      | Cerdanyola del Vallès        | Campus de la UAB, Edifici N coord.                                      | Universitat           | U0028 | Carregueu una nova foto                                                                    |
| Universitat Autònoma de Barcelona. Biblioteca de Medicina                                              | Cerdanyola del Vallès        | Campus de la UAB, Edifici M coord.                                      | Universitat           | U0029 | Carregueu una nova foto                                                                    |
| Universitat Autònoma de Barcelona. Biblioteca de Veterinària                                           | Cerdanyola del Vallès        | Campus de la UAB, Edifici V coord.                                      | Universitat           | U0030 | Carregueu una nova foto                                                                    |
| Universitat Autònoma de Barcelona. Biblioteca d'Humanitats                                             | Cerdanyola del Vallès        | Campus de la UAB, Edificis L (Biblioteca) i B (Sala de Revistes) coord. | Universitat           | U0031 | Carregueu una nova foto                                                                    |
| Universitat Autònoma de Barcelona. Cartoteca General                                                   | Cerdanyola del Vallès        | Campus de la UAB, Edifici L (Biblioteca d'Humanitats), 3a planta coord. | Universitat           | U0033 | Carregueu una nova foto                                                                    |
| Biblioteca Municipal de Cervelló                                                                       | Cervelló                     | Pl. de la Biblioteca, 1 coord.                                          | Ajuntament            | P0064 | Carregueu una nova foto                                                                    |
| Biblioteca Municipal Can Baró                                                                          | Corbera de Llobregat         | C. Sant Salvador, 25 coord.                                             | Ajuntament            | P0356 | Carregueu una nova foto                                                                    |
| Biblioteca Central de Cornellà de Llobregat                                                            | Cornellà de Llobregat        | C. Mossèn Andreu, 15 coord.                                             | Ajuntament            | P0223 | Carregueu una nova foto                                                                    |
| Biblioteca Marta Mata                                                                                  | Cornellà de Llobregat        | C. Rubió i Ors, 184 coord.                                              | Ajuntament            | P0284 | Carregueu una nova foto                                                                    |
| Biblioteca Beat Domènec Castellet                                                                      | Esparreguera                 | Pl. de Santa Eulàlia, 3 coord.                                          | Ajuntament            | P0107 | Carregueu una nova foto                                                                    |
| Biblioteca de l'Esport. Consell Català de l'Esport                                                     | Esplugues de Llobregat       | Av. Països Catalans, 40 coord.                                          | Generalitat           | E0086 | Carregueu una nova foto                                                                    |
| Business Information Center Nestlé Espanya, S.A.                                                       | Esplugues de Llobregat       | Av. Països Catalans, 25-51 coord.                                       | Privada               | E0245 | Carregueu una nova foto                                                                    |
| Biblioteca Sant Joan de Déu                                                                            | Esplugues de Llobregat       | C. Santa Rosa, 39-57 coord.                                             | Privada               | E0274 | Carregueu una nova foto                                                                    |
| Biblioteca Central Pare Miquel d'Esplugues                                                             | Esplugues de Llobregat       | C. Àngel Guimerà, 106-108 coord.                                        | Ajuntament            | P0009 | Carregueu una nova foto                                                                    |
| Universitat Ramon Llull. Institut Borja de Bioètica                                                    | Esplugues de Llobregat       | C. Santa Rosa, 39-57 coord.                                             | Universitat           | U0073 | Carregueu una nova foto                                                                    |
| Biblioteca Municipal de les Franqueses del Vallès                                                      | Franqueses del Vallès, les   | C. Astúries, 1 (Centre Cultural Bellavista) coord.                      | Ajuntament            | P0018 | Carregueu una nova foto                                                                    |
| Biblioteca Fundació Mauri                                                                              | Garriga, la                  | C. Cardedeu, 17 coord.                                                  | Privada               | E0136 | Carregueu una nova foto                                                                    |
| Biblioteca Municipal Núria Albó                                                                        | Garriga, la                  | C. Centre, 49 coord.                                                    | Ajuntament            | P0047 | Carregueu una nova foto                                                                    |
| Biblioteca Josep Soler Vidal                                                                           | Gavà                         | Pl. Jaume Balmes coord.                                                 | Ajuntament            | P0172 | Carregueu una nova foto                                                                    |
| Biblioteca Marian Colomé                                                                               | Gavà                         | C. Rafael de Casanova, 2 coord.                                         | Ajuntament            | P0269 | Carregueu una nova foto                                                                    |
| Biblioteca Jaume Vila i Pascual                                                                        | Gelida                       | C. Major, 51 coord.                                                     | Ajuntament            | P0198 | Carregueu una nova foto                                                                    |
| Arxiu Comarcal del Vallès Oriental. Biblioteca Auxiliar                                                | Granollers                   | C. Olivar, 10 coord.                                                    | Generalitat           | E0084 | Carregueu una nova foto                                                                    |
| Biblioteca Roca Umbert                                                                                 | Granollers                   | C. Enric Prat de la Riba, 77 coord.                                     | Ajuntament            | P0141 | Carregueu una nova foto                                                                    |
| Bibliobús Montnegre                                                                                    | Granollers                   | C. Enric Prat de la Riba, 77 coord.                                     | Diputació             | P0142 | Carregueu una nova foto                                                                    |
| Biblioteca Can Pedrals                                                                                 | Granollers                   | C. Espí i Grau, 2 coord.                                                | Ajuntament            | P0148 | Carregueu una nova foto                                                                    |
| Biblioteca dels Jutjats de l'Hospitalet de Llobregat                                                   | Hospitalet de Llobregat, l'  | Av. Carrilet, 2, Edifici H coord.                                       | Generalitat           | E0014 | Carregueu una nova foto                                                                    |
| Biblioteca Bellvitge                                                                                   | Hospitalet de Llobregat, l'  | Av. Amèrica, 69 coord.                                                  | Ajuntament            | P0006 | Carregueu una nova foto                                                                    |
| Biblioteca La Bòbila                                                                                   | Hospitalet de Llobregat, l'  | Pl. de la Bòbila, 1 coord.                                              | Ajuntament            | P0065 | Carregueu una nova foto                                                                    |
| Biblioteca Can Sumarro                                                                                 | Hospitalet de Llobregat, l'  | C. de la Riera de l'Escorxador coord.                                   | Ajuntament            | P0082 | Carregueu una nova foto                                                                    |
| Biblioteca La Florida                                                                                  | Hospitalet de Llobregat, l'  | Av. del Masnou, 40 coord.                                               | Ajuntament            | P0111 | Carregueu una nova foto                                                                    |
| Biblioteca Josep Janés                                                                                 | Hospitalet de Llobregat, l'  | C. Doctor Martí i Julià, 33 coord.                                      | Ajuntament            | P0137 | Carregueu una nova foto                                                                    |
| Biblioteca Central Tecla Sala                                                                          | Hospitalet de Llobregat, l'  | Av. Josep Tarradellas i Joan, 44 coord.                                 | Ajuntament            | P0181 | Carregueu una nova foto                                                                    |
| Biblioteca Santa Eulàlia                                                                               | Hospitalet de Llobregat, l'  | C. Pareto, 22 coord.                                                    | Ajuntament            | P0235 | Carregueu una nova foto                                                                    |
| Biblioteca Plaça d'Europa                                                                              | Hospitalet de Llobregat, l'  | C. Amadeu Torner, 57 coord.                                             | Ajuntament            | P0349 | Carregueu una nova foto                                                                    |
| CRAI UB - Biblioteca de Campus de Bellvitge                                                            | Hospitalet de Llobregat, l'  | C. Feixa Llarga coord.                                                  | Universitat           | U0005 | Carregueu una nova foto                                                                    |
| Biblioteca Municipal de la Llagosta                                                                    | Llagosta, la                 | C. Jaume I, 7 (Centre Cultural Can Pelegrí) coord.                      | Ajuntament            | P0173 | Carregueu una nova foto                                                                    |
| Biblioteca Ca l'Oliveres                                                                               | Lliçà d'Amunt                | C. Castelló de la Plana, 11 coord.                                      | Ajuntament            | P0350 | Carregueu una nova foto                                                                    |
| Biblioteca Municipal de Lliçà de Vall                                                                  | Lliçà de Vall                | Av. Montserrat, 71 coord.                                               | Ajuntament            | P0415 | Carregueu una nova foto                                                                    |
| Biblioteca de Llinars del Vallès                                                                       | Llinars del Vallès           | Av. Pau Casals, 26 coord.                                               | Ajuntament            | P0245 | Carregueu una nova foto                                                                    |
| Biblioteca La Cooperativa                                                                              | Malgrat de Mar               | C. Desclapers, 14-18 coord.                                             | Ajuntament            | P0128 | Carregueu una nova foto                                                                    |
| Sagrat Cor Serveis de Salut Mental, Biblioteca                                                         | Martorell                    | Av. Comte de Llobregat, 117 coord.                                      | Privada               | E0143 | Carregueu una nova foto                                                                    |
| Biblioteca de la Fundació Francesc Pujols                                                              | Martorell                    | C. Mur, 63 coord.                                                       | Privada               | E0305 | Carregueu una nova foto                                                                    |
| Biblioteca Francesc Pujols                                                                             | Martorell                    | Pg. de Catalunya (Centre Cultural) coord.                               | Ajuntament            | P0061 | Carregueu una nova foto                                                                    |
| Biblioteca Montserrat Roig                                                                             | Martorelles                  | C. Dr. Santiago Tiffón, 21 coord.                                       | Ajuntament            | P0138 | Carregueu una nova foto                                                                    |
| Biblioteca Joan Coromines                                                                              | Masnou, el                   | C. Josep Pujadas i Truch, 1A coord.                                     | Ajuntament            | P0268 | Carregueu una nova foto                                                                    |
| Biblioteca Àngel Guimerà                                                                               | Matadepera                   | C. Pere Aldavert, 4 (Casal de Cultura) coord.                           | Ajuntament            | P0248 | Carregueu una nova foto                                                                    |
| Arxiu Comarcal del Maresme. Biblioteca Auxiliar                                                        | Mataró                       | C. Palau, 32--34 coord.                                                 | Generalitat           | E0087 | Carregueu una nova foto                                                                    |
| Biblioteca Pompeu Fabra                                                                                | Mataró                       | Pl. Occitània coord.                                                    | Ajuntament            | P0231 | Carregueu una nova foto                                                                    |
| Biblio@ccés de Mediona                                                                                 | Mediona                      | C. Molí, 25 coord.                                                      | Ajuntament            | P0409 | Carregueu una nova foto                                                                    |
| Biblioteca Pau Vila                                                                                    | Molins de Rei                | Pl. Tarradellas, 1 coord.                                               | Ajuntament            | P0325 | Carregueu una nova foto                                                                    |
| Biblioteca Can Mulà                                                                                    | Mollet del Vallès            | C. Alsina, 1 coord.                                                     | Ajuntament            | P0005 | Carregueu una nova foto                                                                    |
| Biblioteca Elisenda de Montcada                                                                        | Montcada i Reixac            | C. Tarragona, 32 coord.                                                 | Ajuntament            | P0327 | Carregueu una nova foto                                                                    |
| Biblioteca Can Sant Joan                                                                               | Montcada i Reixac            | C. Turó, 45 coord.                                                      | Ajuntament            | P0336 | Carregueu una nova foto                                                                    |
| Biblioteca Tirant lo Blanc                                                                             | Montgat                      | Rda. dels Països Catalans coord.                                        | Ajuntament            | P0126 | Carregueu una nova foto                                                                    |
| Biblioteca La Grua                                                                                     | Montmeló                     | C. Francesc Macià, 11 coord.                                            | Ajuntament            | P0155 | Carregueu una nova foto                                                                    |
| Biblioteca de Montornès del Vallès                                                                     | Montornès del Vallès         | C. Can Parera, 34 coord.                                                | Ajuntament            | P0035 | Carregueu una nova foto                                                                    |
| Biblioteca Santa Oliva                                                                                 | Olesa de Montserrat          | C. Salvador Casas, 22 (Parc Municipal) coord.                           | Ajuntament            | P0286 | Carregueu una nova foto                                                                    |
| Biblioteca Enric Miralles                                                                              | Palafolls                    | Parc de les Esplanes coord.                                             | Ajuntament            | P0234 | Carregueu una nova foto                                                                    |
| Centre de Documentació d'Història de la Medicina. Fundació Uriach                                      | Palau-solità i Plegamans     | Av. del Camí Real, 51-57 (Polígon Industrial Riera de Caldes) coord.    | Privada               | E0170 | Carregueu una nova foto                                                                    |
| Biblioteca Municipal de Palau-solità i Plegamans                                                       | Palau-solità i Plegamans     | Camí Reial, 56 coord.                                                   | Ajuntament            | P0414 | Carregueu una nova foto                                                                    |
| Biblioteca de Pallejà                                                                                  | Pallejà                      | Av. Prat de la Riba, 10 (Castell de Pallejà) coord.                     | Ajuntament            | P0263 | Carregueu una nova foto                                                                    |
| Biblioteca Municipal de la Palma de Cervelló                                                           | Palma de Cervelló, la        | Pl. Cervantes, 4 coord.                                                 | Ajuntament            | P0368 | Carregueu una nova foto                                                                    |
| Biblioteca Valentí Almirall                                                                            | Papiol, el                   | Ptge. Parellada, 1 coord.                                               | Ajuntament            | P0418 | Carregueu una nova foto                                                                    |
| Biblioteca Infantil i Juvenil Can Butjosa                                                              | Parets del Vallès            | C. de la Salut, 52-54 coord.                                            | Ajuntament            | P0084 | Carregueu una nova foto                                                                    |
| Biblioteca Can Rajoler                                                                                 | Parets del Vallès            | C. Travessera, 1 coord.                                                 | Ajuntament            | P0335 | Carregueu una nova foto                                                                    |
| Biblioteca M. Serra i Moret                                                                            | Pineda de Mar                | C. Progrés, 22 coord.                                                   | Ajuntament            | P0090 | Biblioteca M · Carregueu una nova foto                                                     |
| Biblioteca del Poblenou                                                                                | Pineda de Mar                | Pg. d'Europa, 23-25 coord.                                              | Ajuntament            | P0132 | Carregueu una nova foto                                                                    |
| Biblioteca de Polinyà                                                                                  | Polinyà                      | C. de la Rosa, 2 coord.                                                 | Ajuntament            | P0083 | Carregueu una nova foto                                                                    |
| Biblioteca Antonio Martín                                                                              | Prat de Llobregat, el        | Pl. Catalunya, 39-41 coord.                                             | Ajuntament            | P0272 | Carregueu una nova foto                                                                    |
| Biblioteca Jaume Perich i Escala                                                                       | Premià de Dalt               | C. Riera de Sant Pere, 88 (Can Figueres) coord.                         | Ajuntament            | P0279 | Carregueu una nova foto                                                                    |
| Biblioteca Martí Rosselló i Lloveras                                                                   | Premià de Mar                | Ctra. de Vilassar de Dalt, 100 coord.                                   | Ajuntament            | P0033 | Carregueu una nova foto                                                                    |
| Biblioteca Ripollet                                                                                    | Ripollet                     | Ctra. de l'Estació coord.                                               | Ajuntament            | P0098 | Carregueu una nova foto                                                                    |
| Biblioteca Pública de la Roca del Vallès                                                               | Roca del Vallès, la          | C. Lope de Vega, 10 coord.                                              | Ajuntament            | P0189 | Carregueu una nova foto                                                                    |
| Biblioteca del Centre Penitenciari de Joves                                                            | Roca del Vallès, la          | Ctra. del Masnou a Granollers, km 13,425 coord.                         | Generalitat           | P0373 | Carregueu una nova foto                                                                    |
| Biblioteca del Centre Penitenciari de Quatre Camins                                                    | Roca del Vallès, la          | Ctra. del Masnou a Granollers, km 13,425 coord.                         | Generalitat           | P0374 | Carregueu una nova foto                                                                    |
| Biblioteca Mestre Martí Tauler                                                                         | Rubí                         | C. Aribau, 5 coord.                                                     | Ajuntament            | P0015 | Carregueu una nova foto                                                                    |
| Biblioteca dels Jutjats de Sabadell                                                                    | Sabadell                     | Av. Francesc Macià, 36 coord.                                           | Generalitat           | E0059 | Biblioteca dels Jutjats de Sabadell · Carregueu una nova foto                              |
| Biblioteca Judicial de Barcelona (Comarques)                                                           | Sabadell                     | Av. Francesc Macià, 36 coord.                                           | Generalitat           | E0060 | Biblioteca Judicial de Barcelona (Comarques) · Carregueu una nova foto                     |
| Biblioteca Cambra Oficial de Comerç i Indústria de Sabadell                                            | Sabadell                     | Av. de Francesc Macià, 35 coord.                                        | Privada               | E0153 | Biblioteca Cambra Oficial de Comerç i Indústria de Sabadell · Carregueu una nova foto      |
| Arxiu Històric de Sabadell. Biblioteca                                                                 | Sabadell                     | C. Indústria, 32-34 coord.                                              | Ajuntament            | E0208 | Arxiu Històric de Sabadell · Vegeu més fotos · Carregueu una nova foto                     |
| Fundació Bosch i Cardellach. Biblioteca Miquel Carreras                                                | Sabadell                     | C. Indústria, 18, baixos coord.                                         | Privada               | E0209 | Fundació Bosch i Cardellach · Carregueu una nova foto                                      |
| Biblioteca del Gremi de Fabricants de Sabadell                                                         | Sabadell                     | C. Sant Quirze, 30 coord.                                               | Privada               | E0269 | Biblioteca del Gremi de Fabricants de Sabadell · Vegeu més fotos · Carregueu una nova foto |
| Biblioteca - Arxiu Petro Nuez                                                                          | Sabadell                     | C. Papa Pius XI, 130 coord.                                             | Privada               | E0303 | Biblioteca - Arxiu Petro Nuez · Carregueu una nova foto                                    |
| Biblioteca La Serra                                                                                    | Sabadell                     | Pl. Cristóbal Ramos, 1 coord.                                           | Ajuntament            | P0055 | Carregueu una nova foto                                                                    |
| Biblioteca Vapor Badia                                                                                 | Sabadell                     | C. de les Tres Creus, 127-129 coord.                                    | Ajuntament            | P0094 | Biblioteca Vapor Badia · Vegeu més fotos · Carregueu una nova foto                         |
| Biblioteca del Nord                                                                                    | Sabadell                     | Rda. de Navacerrada, 60 coord.                                          | Ajuntament            | P0104 | Carregueu una nova foto                                                                    |
| Biblioteca Els Safareigs                                                                               | Sabadell                     | C. Papa Pius XI, 165 coord.                                             | Ajuntament            | P0233 | Biblioteca Els Safareigs · Vegeu més fotos · Carregueu una nova foto                       |
| Biblioteca Can Puiggener                                                                               | Sabadell                     | Pl. Primer de Maig coord.                                               | Ajuntament            | P0266 | Biblioteca Can Puiggener · Carregueu una nova foto                                         |
| Biblioteca del Sud                                                                                     | Sabadell                     | Pg. dels Almogàvers, 49 coord.                                          |                       | P0346 | Carregueu una nova foto                                                                    |
| Biblioteca de Ponent                                                                                   | Sabadell                     | Pl. Ovidi Montllor, 5 coord.                                            | Ajuntament            | P0381 | Biblioteca de Ponent · Carregueu una nova foto                                             |
| Universitat Autònoma de Barcelona. Biblioteca Universitària de Sabadell                                | Sabadell                     | C. Emprius, 2 coord.                                                    | Universitat           | U0032 | Universitat Autònoma de Barcelona · Carregueu una nova foto                                |
| Universitat Ramon Llull. Escola Superior de Disseny (ESDI)                                             | Sabadell                     | C. Marquès de Comillas, 81-83 coord.                                    | Universitat           | U0067 | Carregueu una nova foto                                                                    |
| Biblioteca Sant Adrià                                                                                  | Sant Adrià de Besòs          | Pl. Guillermo Vidaña i Haro (antic C. Ricard, 2-4) coord.               | Ajuntament            | P0164 | Carregueu una nova foto                                                                    |
| Biblioteca Font de la Mina                                                                             | Sant Adrià de Besòs          | C. Ponent, 1-5 coord.                                                   | Ajuntament            | P0259 | Carregueu una nova foto                                                                    |
| Biblioteca de Sant Andreu de Llavaneres                                                                | Sant Andreu de Llavaneres    | C. Closens, 65 coord.                                                   | Ajuntament            | P0049 | Carregueu una nova foto                                                                    |
| Biblioteca Aigüestoses                                                                                 | Sant Andreu de la Barca      | Av. de la Constitució, 24 coord.                                        | Ajuntament            | P0067 | Carregueu una nova foto                                                                    |
| Biblioteca Jordi Rubió i Balaguer                                                                      | Sant Boi de Llobregat        | C. Baldiri Aleu Torres, 6-8 coord.                                      | Ajuntament            | P0021 | Carregueu una nova foto                                                                    |
| Biblioteca Maria Aurèlia Capmany                                                                       | Sant Boi de Llobregat        | C. Eduard Toldrà (Ciutat Cooperativa) coord.                            |                       | P0140 | Carregueu una nova foto                                                                    |
| Biblioteca L'Escorxador                                                                                | Sant Celoni                  | Pg. de la Rectoria Vella, 10 coord.                                     | Ajuntament            | P0081 | Biblioteca L'Escorxador · Vegeu més fotos · Carregueu una nova foto                        |
| Biblioteca Ca l'Altisent                                                                               | Sant Climent de Llobregat    | Plaça Lluís Companys, 2 coord.                                          | Ajuntament            | P0490 | Biblioteca Ca l'Altisent · Carregueu una nova foto                                         |
| Centre de Restauració de Béns Mobles de Catalunya. Unitat de documentació                              | Sant Cugat del Vallès        | C. Arnau Cadell, 30 coord.                                              | Generalitat           | E0003 | Carregueu una nova foto                                                                    |
| Arxiu Nacional de Catalunya. Biblioteca                                                                | Sant Cugat del Vallès        | C. Jaume I, 33-51 coord.                                                | Generalitat           | E0068 | Carregueu una nova foto                                                                    |
| Biblioteca Grup Catalana Occidente                                                                     | Sant Cugat del Vallès        | Av. Alcalde Barnils, 1 coord.                                           | Privada               | E0113 | Carregueu una nova foto                                                                    |
| Biblioteca Central Gabriel Ferrater                                                                    | Sant Cugat del Vallès        | Av. Pla del Vinyet, 40 coord.                                           | Ajuntament            | P0254 | Carregueu una nova foto                                                                    |
| Biblioteca de Mira-sol - Marta Pessarrodona                                                            | Sant Cugat del Vallès        | Pl. Ausiàs Marc, 2 coord.                                               | Ajuntament            | P0384 | Carregueu una nova foto                                                                    |
| Universitat Internacional de Catalunya (Sant Cugat)                                                    | Sant Cugat del Vallès        | C. Josep Trueta coord.                                                  | Universitat           | U0044 | Carregueu una nova foto                                                                    |
| Universitat Politècnica de Catalunya. Escola Tècnica Superior d'Arquitectura del Vallès (ETSAV)        | Sant Cugat del Vallès        | C. Pere Serra, 1-15 coord.                                              | Universitat           | U0052 | Carregueu una nova foto                                                                    |
| Biblioteca Borja (ESADE-Universitat Ramon Llull)                                                       | Sant Cugat del Vallès        | Av. Torre Blanca, 59 coord.                                             | Universitat           | U0062 | Biblioteca Borja (ESADE-Universitat Ramon Llull) · Carregueu una nova foto                 |
| Universitat Ramon Llull. ESADE - Campus Sant Cugat                                                     | Sant Cugat del Vallès        | Pg. de la Torre Blanca, 59 coord.                                       | Universitat           | U0066 | Carregueu una nova foto                                                                    |
| Biblioteca Joan Pomar i Solà                                                                           | Sant Esteve Sesrovires       | Av. Montserrat, 10 coord.                                               | Ajuntament            | P0221 | Carregueu una nova foto                                                                    |
| Biblioteca del Centre Penitenciari Brians 1                                                            | Sant Esteve Sesrovires       | Ctra. de Martorell a Capellades, km 23 coord.                           | Generalitat           | P0371 | Carregueu una nova foto                                                                    |
| Biblioteca del Centre Penitenciari Brians 2                                                            | Sant Esteve Sesrovires       | Ctra. de Martorell a Capellades, km 23 coord.                           | Generalitat           | P0372 | Carregueu una nova foto                                                                    |
| Biblioteca Joan Petit i Aguilar                                                                        | Sant Feliu de Codines        | Pl. Josep Umbert Ventura, 3 coord.                                      | Ajuntament            | P0182 | Carregueu una nova foto                                                                    |
| Biblioteca I D. Almirall S.A.                                                                          | Sant Feliu de Llobregat      | Ctra. Laureà Miró, 408 - 410 coord.                                     | Privada               | E0219 | Carregueu una nova foto                                                                    |
| Biblioteca Montserrat Roig                                                                             | Sant Feliu de Llobregat      | C. Verge de Montserrat, 1-3 coord.                                      | Ajuntament            | P0222 | Carregueu una nova foto                                                                    |
| Biblioteca Biblio@teneu                                                                                | Sant Fost de Campsentelles   | Pl. de la Vila coord.                                                   | Ajuntament            | P0347 | Carregueu una nova foto                                                                    |
| Biblio@ccés de Sant Iscle de Vallalta                                                                  | Sant Iscle de Vallalta       | C. Sant Jaume, 6 coord.                                                 | Ajuntament            | P0411 | Carregueu una nova foto                                                                    |
| Televisió de Catalunya. Servei de Documentació                                                         | Sant Joan Despí              | C. Jacint Verdaguer coord.                                              | Generalitat           | E0210 | Carregueu una nova foto                                                                    |
| Biblioteca Miquel Martí i Pol                                                                          | Sant Joan Despí              | Av. Barcelona, 83-85 coord.                                             | Ajuntament            | P0023 | Carregueu una nova foto                                                                    |
| Biblioteca Mercè Rodoreda                                                                              | Sant Joan Despí              | C. Major, 69 coord.                                                     | Ajuntament            | P0388 | Carregueu una nova foto                                                                    |
| Departament d'Empresa i Ocupació. Centre de Documentació i Arxiu                                       | Sant Just Desvern            | C. Joan de la Cierva, 3-5, nau 1 coord.                                 | Generalitat           | E0069 | Carregueu una nova foto                                                                    |
| Biblioteca Joan Margarit                                                                               | Sant Just Desvern            | C. Carles Mercader, 17 coord.                                           | Ajuntament            | P0037 | Carregueu una nova foto                                                                    |
| Biblio@ccés de Sant Llorenç Savall                                                                     | Sant Llorenç Savall          | C. Vapor, 18 coord.                                                     | Ajuntament            | P0412 | Carregueu una nova foto                                                                    |
| Biblioteca Manuel de Pedrolo                                                                           | Sant Pere de Ribes           | Pl. de la Poetessa M. Mercè Marçal, 1 coord.                            | Ajuntament            | P0080 | Carregueu una nova foto                                                                    |
| Biblioteca Josep Pla                                                                                   | Sant Pere de Ribes           | C. Gaudí, 1 (Les Roquetes) coord.                                       | Ajuntament            | P0160 | Carregueu una nova foto                                                                    |
| Biblioteca Pública Maria Àngels Torrents                                                               | Sant Pere de Riudebitlles    | C. dels Quadres, 41 coord.                                              | Ajuntament            | P0127 | Carregueu una nova foto                                                                    |
| Biblioteca Pública de Sant Pol de Mar                                                                  | Sant Pol de Mar              | Pl. de l'Estació coord.                                                 | Ajuntament            | P0392 | Carregueu una nova foto                                                                    |
| Biblioteca Municipal Joan Sardà i Lloret                                                               | Sant Quintí de Mediona       | C. Pi i Margall, 7 coord.                                               | Ajuntament            | P0252 | Carregueu una nova foto                                                                    |
| Biblioteca Municipal Sant Quirze del Vallès                                                            | Sant Quirze del Vallès       | C. Eduard Toldrà (Can Feliu) coord.                                     | Ajuntament            | P0139 | Carregueu una nova foto                                                                    |
| Biblioteca Ramon Bosch de Noya                                                                         | Sant Sadurní d'Anoia         | C. Sant Pere, 36 coord.                                                 | Ajuntament            | P0309 | Carregueu una nova foto                                                                    |
| Biblioteca La Muntala                                                                                  | Sant Vicenç de Montalt       | C. Riera del Gorg coord.                                                | Ajuntament            | P0280 | Carregueu una nova foto                                                                    |
| Biblioteca Municipal Les Voltes                                                                        | Sant Vicenç dels Horts       | C. Nou, 1-9 coord.                                                      |                       | P0228 | Carregueu una nova foto                                                                    |
| Biblioteca Pilarín Bayés                                                                               | Santa Coloma de Cervelló     | Ptge. Maria Mercè Marçal coord.                                         | Ajuntament            | P0238 | Carregueu una nova foto                                                                    |
| Biblioteca Can Peixauet                                                                                | Santa Coloma de Gramenet     | Av. de la Generalitat, 98-100 coord.                                    | Ajuntament            | P0075 | Carregueu una nova foto                                                                    |
| Biblioteca Singuerlín - Salvador Cabré                                                                 | Santa Coloma de Gramenet     | Pl. Sagrada Família coord.                                              | Ajuntament            | P0156 | Carregueu una nova foto                                                                    |
| Biblioteca Central de Santa Coloma de Gramenet                                                         | Santa Coloma de Gramenet     | C. Jardí de Can Sisteré coord.                                          | Ajuntament            | P0171 | Carregueu una nova foto                                                                    |
| CRAI UB - Biblioteca de Nutrició Humana i Dietètica                                                    | Santa Coloma de Gramenet     | Av. Prat de la Riba, 171 coord.                                         | Universitat           | U0012 | Carregueu una nova foto                                                                    |
| Biblioteca Casa de Cultura Joan Ruiz i Calonja                                                         | Santa Eulàlia de Ronçana     | C. Mestre Joan Batlle, 6 coord.                                         | Ajuntament            | P0385 | Carregueu una nova foto                                                                    |
| Biblioteca de Santa Margarida i els Monjos                                                             | Santa Margarida i els Monjos | C. Cadí, 2 coord.                                                       | Ajuntament            | P0030 | Carregueu una nova foto                                                                    |
| Biblio@ccés La Ràpita                                                                                  | Santa Margarida i els Monjos | Pl. Ramón Cabré Mestres coord.                                          | Ajuntament            | P0413 | Carregueu una nova foto                                                                    |
| Biblioteca Ferran Soldevila                                                                            | Santa Maria de Palautordera  | Pg. del Remei, 33 coord.                                                | Ajuntament            | P0119 | Carregueu una nova foto                                                                    |
| Biblioteca Josep Jardí                                                                                 | Santa Perpètua de Mogoda     | Ptge. de Mas Granollacs coord.                                          | Ajuntament            | P0237 | Carregueu una nova foto                                                                    |
| Biblioteca de Santa Susanna                                                                            | Santa Susanna                | Pl. Catalunya coord.                                                    | Ajuntament            | P0391 | Carregueu una nova foto                                                                    |
| Biblioteca Frederic Alfonso i Orfila                                                                   | Sentmenat                    | C. Església, 6-8 coord.                                                 | Ajuntament            | P0146 | Carregueu una nova foto                                                                    |
| Biblioteca Josep Roig i Raventós                                                                       | Sitges                       | Pl. de Catalunya coord.                                                 | Ajuntament            | P0060 | Carregueu una nova foto                                                                    |
| Biblioteca Santiago Rusiñol                                                                            | Sitges                       | Pl. de l'Ajuntament coord.                                              | Ajuntament            | P0089 | Carregueu una nova foto                                                                    |
| Biblioteca de Can Llaurador                                                                            | Teià                         | Av. José Roca Suárez-Llanos, 40 coord.                                  | Ajuntament            | P0178 | Carregueu una nova foto                                                                    |
| Museu de la Ciència i de la Tècnica de Catalunya. Centre de Documentació                               | Terrassa                     | Rbla. d'Egara, 270 coord.                                               | Generalitat           | E0017 | Carregueu una nova foto                                                                    |
| Arxiu Comarcal del Vallès Occidental. Biblioteca Auxiliar                                              | Terrassa                     | C. del Pantà, 20 coord.                                                 | Generalitat           | E0045 | Carregueu una nova foto                                                                    |
| Biblioteca dels Jutjats de Terrassa                                                                    | Terrassa                     | Rbla. del Pare Alegre, 112, 2a planta coord.                            | Generalitat           | E0046 | Carregueu una nova foto                                                                    |
| Biblioteca Joan Oliver - Institut del Teatre Centre del Vallès                                         | Terrassa                     | Pl. Didó, 1 coord.                                                      | Diputació             | E0181 | Carregueu una nova foto                                                                    |
| Hospital Mútua de Terrassa. Centre de Documentació i Recerca                                           | Terrassa                     | Pl. Dr. Robert, 5 coord.                                                | Altra titularitat     | E0187 | Carregueu una nova foto                                                                    |
| Centre de Documentació i Museu Tèxtil. Biblioteca                                                      | Terrassa                     | C. Salmerón, 25 coord.                                                  | Diputació             | E0287 | Carregueu una nova foto                                                                    |
| Biblioteca del Districte 4                                                                             | Terrassa                     | C. Infant Martí, 183 coord.                                             | Ajuntament            | P0168 | Carregueu una nova foto                                                                    |
| Bibliobús La Mola                                                                                      | Terrassa                     | C. Infant Martí, 183 coord.                                             | Diputació             | P0175 | Carregueu una nova foto                                                                    |
| Biblioteca del Districte 5                                                                             | Terrassa                     | C. Jocs Olímpics coord.                                                 | Ajuntament            | P0176 | Carregueu una nova foto                                                                    |
| Biblioteca Central de Terrassa                                                                         | Terrassa                     | Pg. de les Lletres, 1 coord.                                            | Ajuntament            | P0240 | Carregueu una nova foto                                                                    |
| Biblioteca del Districte 6                                                                             | Terrassa                     | Rbla. Francesc Macià, 193 coord.                                        | Ajuntament            | P0271 | Carregueu una nova foto                                                                    |
| Biblioteca del Districte 2                                                                             | Terrassa                     | C. Sant Cosme, 157 coord.                                               | Ajuntament            | P0291 | Carregueu una nova foto                                                                    |
| Biblioteca del Districte 3                                                                             | Terrassa                     | C. Germà Joaquim, 66 coord.                                             | Ajuntament            | P0389 | Carregueu una nova foto                                                                    |
| Universitat Politècnica de Catalunya. Biblioteca del Campus de Terrassa                                | Terrassa                     | Av. Jacquard, 80 coord.                                                 | Universitat           | U0045 | Carregueu una nova foto                                                                    |
| Biblioteca Can Baratau                                                                                 | Tiana                        | C. Lola Anglada, 10 coord.                                              | Ajuntament            | P0188 | Carregueu una nova foto                                                                    |
| Biblioteca de Tordera                                                                                  | Tordera                      | C. Joan Maragall, 6 coord.                                              | Ajuntament            | P0174 | Carregueu una nova foto                                                                    |
| Biblioteca Municipal Pompeu Fabra                                                                      | Torrelles de Llobregat       | C. Major, 8 coord.                                                      | Ajuntament            | P0201 | Carregueu una nova foto                                                                    |
| Biblioteca El Castell                                                                                  | Vacarisses                   | C. Major, 3 coord.                                                      | Ajuntament            | P0196 | Carregueu una nova foto                                                                    |
| Biblioteca J.M. López-Picó                                                                             | Vallirana                    | Ptge. de l'Arboçar, 1 coord.                                            | Ajuntament            | P0236 | Carregueu una nova foto                                                                    |
| Biblioteca de Viladecans                                                                               | Viladecans                   | Av. Josep Tarradellas, 16 coord.                                        | Ajuntament            | P0180 | Carregueu una nova foto                                                                    |
| Biblioteca Pere Calders                                                                                | Viladecavalls                | Pl. de la Font de Can Turu (Masia Can Turu) coord.                      | Ajuntament            | P0211 | Carregueu una nova foto                                                                    |
| Institut Català de la Vinya i del Vi. Estació de Viticultura i Enologia                                | Vilafranca del Penedès       | Pl. Àgora, 2-3 coord.                                                   | Generalitat           | E0001 | Carregueu una nova foto                                                                    |
| Arxiu Comarcal de l'Alt Penedès. Biblioteca Auxiliar                                                   | Vilafranca del Penedès       | Av. Europa, 6-8 coord.                                                  | Generalitat           | E0057 | Carregueu una nova foto                                                                    |
| Centre de Documentació VINSEUM                                                                         | Vilafranca del Penedès       | C. Palma, 24 bis coord.                                                 | Privada               | E0299 | Carregueu una nova foto                                                                    |
| Biblioteca Torras i Bages                                                                              | Vilafranca del Penedès       | Pl. de l'Oli, 20 coord.                                                 | Ajuntament            | P0102 | Carregueu una nova foto                                                                    |
| Bibliobús El Castellot                                                                                 | Vilafranca del Penedès       | C. Avinyonet, 16 coord.                                                 | Diputació             | P0316 | Carregueu una nova foto                                                                    |
| Bibliobús Montau                                                                                       | Vilafranca del Penedès       | C. Avinyonet, 16 coord.                                                 | Diputació             | P0317 | Carregueu una nova foto                                                                    |
| Biblioteca Contravent                                                                                  | Vilanova del Vallès          | Pl. dels Països Catalans, 4 coord.                                      | Ajuntament            | P0382 | Carregueu una nova foto                                                                    |
| Arxiu Comarcal del Garraf. Biblioteca Auxiliar                                                         | Vilanova i la Geltrú         | Pl. Font i Gumà coord.                                                  | Generalitat           | E0058 | Carregueu una nova foto                                                                    |
| Biblioteca Museu Víctor Balaguer                                                                       | Vilanova i la Geltrú         | Av. Narcís Monturiol, 2 coord.                                          | Ajuntament            | E0241 | Carregueu una nova foto                                                                    |
| Biblioteca Joan Oliva i Milà                                                                           | Vilanova i la Geltrú         | Pl. de la Vila, 13 coord.                                               | Ajuntament            | P0086 | Carregueu una nova foto                                                                    |
| Biblioteca Armand Cardona Torrandell                                                                   | Vilanova i la Geltrú         | C. Menéndez y Pelayo, 15-17 coord.                                      | Ajuntament            | P0213 | Carregueu una nova foto                                                                    |
| Universitat Politècnica de Catalunya. Escola Politècnica Superior d'Enginyeria de Vilanova i la Geltrú | Vilanova i la Geltrú         | Rbla. Exposició, 37 coord.                                              | Universitat           | U0050 | Carregueu una nova foto                                                                    |
| Biblioteca Pau Piferrer                                                                                | Vilassar de Dalt             | C. Marquès de Barberà, 11 coord.                                        | Ajuntament            | P0210 | Carregueu una nova foto                                                                    |
| Biblioteca Ernest Lluch i Martín                                                                       | Vilassar de Mar              | C. Santa Eulàlia, 66-80 coord.                                          | Ajuntament            | P0311 | Carregueu una nova foto                                                                    |